# Francesco Gardi
Francesco Gardi (1760 circa – 1810 circa) è stato un compositore italiano.
Le località di nascita e di morte sono sconosciute, come non note rimangono anche le notizie biografie relative alla sua formazione musicale. Incerte sono anche le date della sua nascita e morte.
Si sa che nel 1786 debuttò a Modena come operista con l'opera seria Enea nel Lazio.
Dal 1787 al 1791 fu direttore del coro femminile e compositore presso l'Ospedale dei Derelitti, a Venezia, e dal 1797 circa prestò servizio come maestro di cappella presso l'Ospedale dei Mendicanti.
In vent'anni di attività operistica scrisse numerosi lavori, soprattutto di stampo comico e basandosi principalmente i libretti di Giuseppe Maria Foppa.
Suo ultimo lavoro fu una cantata in onore di Gioacchino Murat, cognato di Napoleone Bonaparte, composta nel 1809.

## Opere
Sono note 26 opere di Gardi; l'anno e la città si riferiscono alla prima rappresentazione.
- Enea nel Lazio (opera seria, libretto di Vittorio Amedeo Cigna-Santi, 1786, Modena)
- Don Giovanni o Il nuovo convitato di pietra (dramma tragicomico, 1787, Venezia)
- La fata capricciosa (dramma giocoso, libretto di Giovanni Bertati, 1789, Venezia)
- Gernando e Rosimonda (dramma eroico, 1789, Treviso)
- Teodolinda (opera seria, libretto di D. Boggio, 1790, Venezia)
- Apollo esule ossia L'amore alla prova (favola, libretto di Alessandro Pepoli, 1793, Venezia)
- La bella Lauretta (dramma giocos, libretto di Giovanni Bertati, 1795, Venezia)
- Tancredi (tragedia per musica, libretto di Alessandro Pepuli, da Voltaire, 1795, Venezia)
- Amor l'astuzia insegna (dramma giocoso, libretto di Giovanni Bertati, 1797, Venezia)
- La pianella persa ossia La veglia de contadini (farsa, libretto di Giuseppe Maria Foppa, 1798, Venezia)
- Il finto stregone (farsa, libretto di Giuseppe Maria Foppa, 1798, Venezia)
- La principessa filosofa (farsa, libretto di Giuseppe Foppa, 1799, Venezia)
- La semplice ovvero La virtù premiata (dramma eroicomico, libretto di Giuseppe Foppa, 1799, Venezia)
- Il contravveleno (farsa, libretto di Giuseppe Maria Foppa, da Carlo Gozzi, 1799, Venezia)
- La donna ve la fa (farsa, libretto di Giuseppe Maria Foppa, 1800, Venezia)
- Il medico a suo dispetto ossia La muta per amore (farsa, libretto di Giuseppe Maria Foppa, 1800, Venezia)
- L'incantesimo senza magia (farsa, libretto di Giuseppe Maria Foppa, 1800, Venezia)
- La bottega del caffè (farsa, libretto di Giuseppe Maria Foppa, da Carlo Goldoni, 1801, Venezia)
- Diritto e rovescio ovvero Una delle solite trasformazioni nel mondo (farsa, libretto di Giuseppe Maria Foppa, 1801, Venezia)
- La capricciosa supposta (farsa, nuova versione di Amor l'astuzia insegna, 1801, Venezia)
- Il convitato di pietra (farsa, libretto di Giuseppe Maria Foppa, 1802, Venezia)
- Guerra con tutti ovvero Danari e ripieghi (farsa, libretto di Giuseppe Maria Foppa, 1803, Venezia)
- La casa da vendere (farsa, libretto di G. Piazza, 1804, Venezia)
- Un buco nella porta (farsa, libretto di Giuseppe Maria Foppa, 1804, Venezia)
- Sempre la vince amore (farsa, libretto di Giulio Domenico Camagna, 1805, Venezia)
- La forza d'amore (farsa, 1805, Treviso)
- Mardone e Nannetta (opera buffa, libretto di Giuseppe Caravita, 1806, Lisbona)